# منگوو
منگوو (به لاتین: Mniów) یک روستا در لهستان است که در گمینا منگوو واقع شده‌است. منگوو ۱٬۹۵۶ نفر جمعیت دارد.